# Vignacourt
Vignacourt is een gemeente in het Franse departement Somme (regio Hauts-de-France) en telt 2207 inwoners (2005). De plaats maakt deel uit van het arrondissement Amiens.

## Geografie
De oppervlakte van Vignacourt bedraagt 29,0 km², de bevolkingsdichtheid is 76,1 inwoners per km².
De onderstaande kaart toont de ligging van Vignacourt met de belangrijkste infrastructuur en aangrenzende gemeenten.

## Demografie
Onderstaande figuur toont het verloop van het inwonertal (bron: INSEE-tellingen).